# 小林小太郎 (文部官僚)
小林 小太郎（こばやし こたろう、1848年3月2日（嘉永元年1月27日） - 1904年（明治37年）10月30日）は明治時代前半期の日本の文部官僚。旧伊予松山藩士。諱は儀秀、字は子彦、号は碌々、百石。
長らく文部省の翻訳事業に携わり、欧米への日本の教育事情の紹介、ならびに日本の教育制度の近代化に貢献した。

## 来歴
嘉永元年1月27日（1848年3月2日）、田中藩砲術師範小林儀行（のち伊予松山藩士）の長男として江戸赤坂氷川台の藩邸に生まれる。万延元年（1860年）、高輪の東禅寺に設けられていたイギリス公使館に預けられ、医師ウィリアム・ウィリスから英語を学んだ。文久3年（1863年）2月、生麦事件後の日英関係悪化にともない公使館から引き取られ、まもなく慶應義塾に入社。「慶應義塾入社帳」には初筆にその名が記されている。翌年、幕府の洋学研究教育機関・開成所に移り、慶応2年（1866年）12月に英学教授手伝並出役、翌慶応3年12月に英学教授手伝出役となった。また慶応3年3月、伊予松山藩大小性となり、幕府崩壊後の明治元年（1868年）10月には同藩洋学司教を拝命。さらに横浜仏蘭西語学所に派遣されフランス語を学んでいる。
明治2年（1869年）7月、官制改革により新政府のもとに大学校（同年12月に大学と改称）が置かれると、同年9月に大学少助教を命じられ、ほどなく大学中助教、大学大助教に昇任。明治4年（1871年）7月、文部省新設にともない文部大助教に更任された。この間、明治3年（1870年）6月に大阪洋学所在勤となり、明治4年1月には大学中博士入江文郎、同鈴木暢（唯一）とともに学術研究のため1年ほどの予定で欧州派遣を命じられた。小林は英国をめざし3月に出航。翌年6月（1872年7月）の帰国命令により、明治6年（1873年）1月に帰国した。
帰国後は同年中に文部省六等出仕まで進み、明治10年（1877年）1月に文部省報告課雇となったのち、明治13年（1880年）6月に文部少書記官に就任。明治15年（1882年）8月には文部権大書記官に進み、明治18年（1885年）12月に非職となるまで文部省に在職した。省内では、文部省年報の英訳を手がけるとともに欧米教育資料の翻訳・紹介に従事。訳書として文部省から『馬耳蘇氏 記簿法』、『政体論』、『馬耳蘇氏 複式記簿法』、『教育辞林』が刊行されているほか、文部省刊行の『文部省雑誌』、『教育雑誌』には翻訳記事が多数掲載されている。簿記教科書『馬耳蘇氏 記簿法』は長期にわたり全国で使用され、『教育辞林』は刊行以前に訳稿が教育令立案の参考資料として重用された。また、明治6年9月から翌年11月まで報告課長、明治13年6月から報告局副長、明治14年（1881年）10月から報告局長、明治18年2月から学務一局副長を務め、さらに明治13年7月から翌年9月まで東京図書館長、明治14年4月から翌年1月まで体操伝習所主幹、明治18年12月中に東京大学予備門事務取扱を兼務した。
明治21年（1888年）12月に非職満期となり退官した後も文部省の翻訳業務に携わり、引き続き文部省年報の英訳に従事。明治37年（1904年）に開催されたセントルイス万国博覧会に同省が出品した浩瀚な教育報告書の英訳も手がけた。そのほか、明治21年7月に大日本教育会理事、翌年12月に同会主事兼評議員となり、明治33年（1900年）には神田区学務委員に当選。翌明治34年（1901年）12月から明治36年（1903年）7月まで委員長を務めている。明治37年10月30日、享年57で死去し、東京下谷区谷中の天王寺に葬られた。

## 親族
- 父：儀行（1816 - 1896） - 通称・小四郎、大助。砲術家。駿河国益津郡出身。郡山藩士近藤亘理介（賢清）に南蛮流砲術を学び、はじめ駿河田中藩主本多正寛に、安政3年（1856年）からは伊予松山藩主久松勝成に仕え、松山藩軍隊掛、練兵教頭、練兵副教師、大砲生徒頭取を歴任した[3][20]。
- 母：安子（1818 - 1889） - 本多家家臣長谷川藤平の娘[3]。
  - 妹：柳（1850 - 1925） - 医学者長谷川泰夫人[3][21]。
  - 弟：正雄（1852 -） - 勧工寮技術見習、製作寮出仕[3]。
- 妻：鷹 - 木村氏[7]。
  - 長男：武麿（1880 - 1961） - 外交官。東京外国語学校卒。メキシコ公使館勤務を経て、日墨協会常務理事、東京横浜駐在ベネズエラ国名誉領事を務めた[22]。
  - 三男：巌（1886 - 1982） - 物理学者。理学博士、東北大学名誉教授。東京帝国大学理科大学卒。九州帝国大学教授、東北帝国大学教授・理学部長、日本大学教授を歴任した[3][23]。

## 著作
- 島根鳥取両県学事巡視功程（『文部省第十年報附録』）
- 『小太郎私記』

訳書
- 『築城約説』 誠格堂、1867年（慶応3年5月）
- 『馬耳蘇氏 記簿法』 文部省、1875年3月一・二
C. C. Marsh. A cource of practice in single-entry book-keeping. 1871. の翻訳。
  - 『馬耳蘇氏記簿法』 雄松堂書店〈復刻叢書 簿記ことはじめ〉、1979年12月
- 『政体論』 文部省、1875年6月初編・第二編
ジョン・スチュアート・ミル 『代議制統治論』 などの抄訳。
- 『英国行政談』 小林儀秀、1876年5月一・二
- 『馬耳蘇氏 複式記簿法』 文部省、1876年9月上・中・下
C. C. Marsh. The science of double-entry book-keeping. 1871. の翻訳。
  - 前掲 『馬耳蘇氏記簿法』 雄松堂書店、1979年12月
- 『日本教育史略』 文部省、1877年8月
文部省 An Outline History of Japanese Education. 1876. の日本語版。ダビッド・モルレー執筆の概言を和訳。
- 『教育辞林』 文部省、1879年4月第一冊 ／ 1879年8月第二冊 ／ 1880年1月第三冊 ／ 1880年8月第四冊
Henry Kiddle & Alexander Jacob Schem, ed. The Cyclopædia of Education. 1877. の翻訳。第五冊以降は木村一歩が訳出し、後に木村編纂 『教育辞典』としてまとめられた。
- 『波氏教育学』 学海指針社、1888年5月上冊 ／ 1888年7月下冊
ウィリアム・H・ペイン Contributions to the Science of  Education. 1887. の翻訳。
- Education in Japan; prepared for the Louisiana Purchase Exposition at St. Louis, U.S.A., 1904. by the Department of Education, Japan. 1904.

## 関連文献
- 「小林儀秀訳『政体論』」（山下重一著 『英学史の旅』 御茶の水書房、1995年2月、ISBN 4275015738）
- 片岡泰彦 「小林儀秀『馬耳蘇氏記簿法』に関する一考察」（『経営論集』第12号、大東文化大学経営学会、2006年9月）